# Investitionsgüterkreditversicherung
Die Investitionsgüterkreditversicherung (IKV) ist eine spezielle Variante der Warenkreditversicherung (WKV). Sie schützt vor den Folgen eines Forderungsausfalls bei der Lieferung von Investitionsgütern wie Maschinen, Anlagen, Fabriken, Flugzeugen, Schiffen etc. Mit der IKV können Warenlieferungen im In- und Ausland versichert werden. Wie auch die Warenkreditversicherung deckt die IKV nur das wirtschaftliche Risiko ab. Politische Risiken können über die Exportkreditgarantie der Bundesrepublik Deutschland abgesichert werden.

## Unterschiede zur Warenkreditversicherung
Da bei diesen Handelsgütern von der Rechnungsstellung bis hin zur endgültigen Bezahlung meist mehrere Monate oder Jahre liegen, spricht man auch allgemein von einem Langfristgeschäft (im Gegensatz zu Kurz- oder Mittelfristgeschäften mit Laufzeiten von Tagen oder wenigen Wochen, die über eine WKV abgesichert werden können). Wegen der vergleichsweise langen Laufzeiten ist das Risiko eines Forderungsausfalls aufgrund von Zahlungsschwierigkeiten oder der Insolvenz des Abnehmers bei Investitionsgütern ungleich höher.

## Fabrikationsrisiko
Auch schon während der Produktion (also vor Auslieferung) kann die Insolvenz des Abnehmers eintreten. In diesem Fall kommt es nicht zu einem Forderungsausfall im Sinne der Kreditversicherung, da die Ware ja nicht geliefert wurde. Die Produktion selbst (beispielsweise eines Schiffes) stellt aber schon eine erhebliche finanzielle Investition des Herstellers dar. Da es sich in der Regel um eine Spezialanfertigung handelt, lassen sich die schon angefallenen Kosten nur in den seltensten Fällen durch den Verkauf der Ware an einen anderen Abnehmer wieder hereinholen. Dieses sogenannte Fabrikationsrisiko lässt sich im Rahmen einer Investitionsgüterkreditversicherung ebenfalls absichern. Dazu werden vor Produktionsbeginn die reinen Herstellungskosten geschätzt, die dann je nach Produktionsstand vom Kreditversicherer entschädigt werden.